# Sky Katz
Skylar "Sky" Katz (n. 12 decembrie 2004, Melville⁠(d), Suffolk, New York, SUA) o înfățișează pe Tess O'Malley pe Raven's Home. Este o actriță și rapperă care a participat la cel de-al unsprezecelea sezon al (AGT) America’s Got Talent, unde a terminat doar în Judge Cuts

## Viața și cariera
Viață și carieră Venind din Long Island NY, Hip-Hop Pioneer și artistul de înregistrare BMI Sky Katz a lovit terenul în industria muzicală, de când și-a descoperit talentul și pasiunea pentru rapping de la vârsta de 5 ani. stil dinamic, ingenios și energic, cu o chimie școlară veche Alimentat de setea ei insaciabilă de a readuce hip-hop-ul școlii vechi și de a face o amprentă în industrie, cu influențe ale greșilor Hip Hop precum Nicki Minaj, Drake, Nas, Rakim și multe altele în joc, Sky Katz și-a perfecționat ambarcațiunile cu un prezență foarte atrăgătoare și a adunat un zgomot foarte bun și urmărire care continuă să se extindă prin oricine o descoperă. Odată cu apariția sa recentă pe America’s Got Talent, ea a arătat judecătorii (și audiența) completului cu single-ul său „Fresh”. Singurul ei „Haters” (o re-vamp din „Doar un prieten” al lui Biz Markie) a urmat exemplul după aceea, care a primit aclamări critice și primire pozitivă la nivel mondial. La scurt timp după aceasta, a obținut mii de urmăritori de pe tot globul pe paginile sale de Instagram și YouTube, iar în prezent se concentrează pe conducerea carierei sale înainte. Cu mass-media luând o notă imensă, ea a făcut apariții recente pe prezentate în Live It Up! Cu Donna Drake, Verizon FiOS 1 - „Rick's Rising Stars” de la Long Island, This Is 50, Pix 11 Morning News, Fox 5’s Good Day NY și a fost intervievată de revista LUCID, JamSphere, TV Grapevine, ASTRA 92.3 AMP Radio Air, Newsday, New York Post și vor fi prezentate într-un număr viitor al revistei TIME pentru copii! Alături de echilibrarea studioul de înregistrări, interviuri și spectacole, Katz este, de asemenea, un jucător de baschet vedetă din Long Island și se află în prezent pe 3 echipe diferite de călătorie. Spectacolele trecute din acest an includ, de asemenea, vitrine la Allegria Hotel Long Beach NY, 5 Spot din Brooklyn, Camp Chipinaw în Swan Lake NY și Expoziția sănătoasă Guru la Metropolitan Pavilion din Manhattan

## Părinți
Nu am găsit informații despre părinți sau alte rude

## Ani de activitate la rap
Ea Cântă rap de la 5 ani adică 2009